# Piotr Borísovich Sheremétev
Piotr Borísovich Sheremétev (Roslavl, Rusia, 9 de marzo de 1713-11 de diciembre de 1788) fue un noble y conde ruso, hijo de Borís Sheremétev, el hombre más rico de Rusia en el siglo XVIII, tras el zar.

## Vida
Cuando su padre murió en 1719, el zar Pedro I el Grande lo acogió como a un hijo, y creció en palacio, al igual que el heredero al trono Pedro II de Rusia.
Era amante de las artes y del teatro, y con sus sirvientes, creó una famosa orquesta y un grupo de bailarinas, entre las que destacaban Tatiana Shlikova (1763-1863) y Praskovia Kovalyova-Zhemchugova (1768-1803).